# 롱아일랜드 철도
롱아일랜드 철도(영어: Long Island Rail Road)는 미국 뉴욕주의 롱아일랜드를 가로로 가로지르는 철도망이다. 줄여서 LIRR로 쓴다. 북미지역에서 가장 붐비는 상업철도망으로서 한해에 대략 8500만명의 승객이 이용한다.

## 개요
1834년에 설립되어 현재까지 변함없이 운영중인 미국에서 가장 오래된 철도망이기도 하다. 롱아일랜드 철도는 모두 124개의 역이 있으며, 총연장은 1100km에 달한다. 서쪽 기점은 뉴욕 맨하탄이며, 섬의 동쪽 끝까지 뻗어 있다. 롱아일랜드 철도는 미국에서 유일하게 24시간 운영되는 철도이기도 하다. (주말과 휴일및 특별한 경우 제외)

## 운행 노선

### 메인 라인 선
- 메인 라인
- 애틀랜틱 브랜치
- 몬턱 브랜치

### 브랜치 서비스 선
- 바빌론 브랜치
- 빌몬트 파크
- 센트럴 브랜치
- 시티 터미널 존
- 파 락어웨이 브랜치
- 헴스테드 브랜치
- 롱비치 브랜치
- 오이스터 베이
- 포트제퍼슨 브랜치
- 포트워싱턴 브랜치
- 론콘콤마 브랜치
- 웨스트 헴스테드 브랜치

## 보유 차량

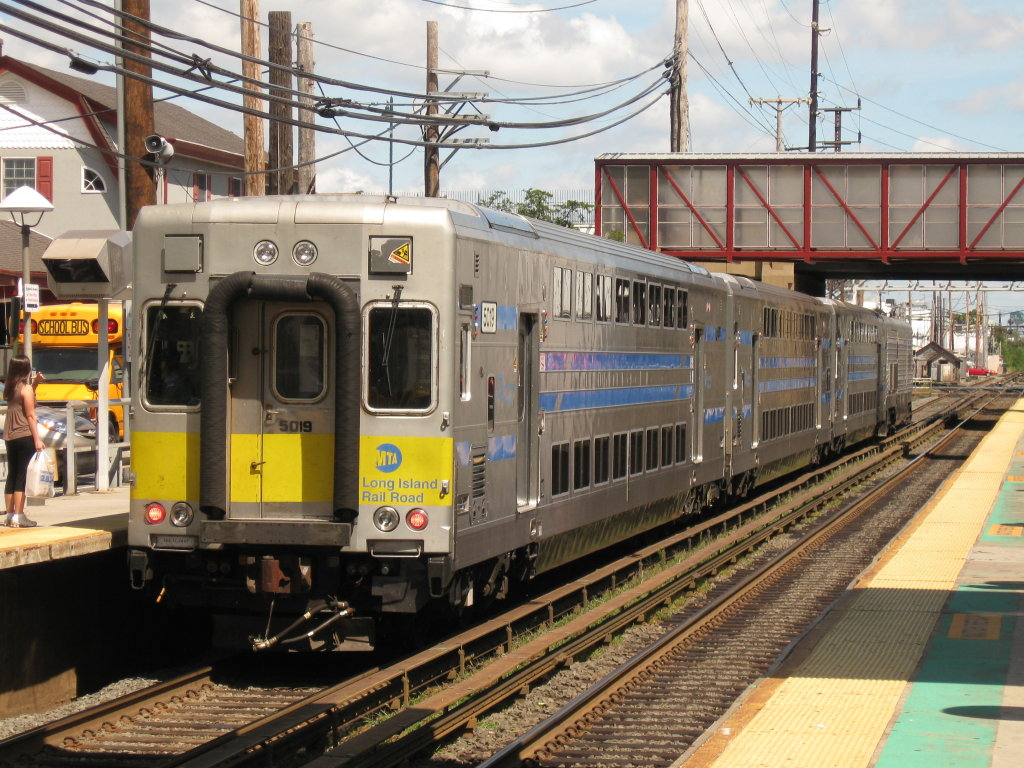
C3

- 전철화 구간의 경우 전기 기관차를 도입하는 반면 비전철화 구간의 경우 디젤 기관차와 객차를 운행한다. 디젤 기관차의 경우 전기-디젤식으로 운행 하지만 디젤 엔진 발전기, 구동용 모터, 집전 장치를 일부 보유하고 있다. 이 때문에 전기 구간에서 엔진을 멈추고 전기 기관차로 운행하는 것이 가능하고, 배기가스 규제가 있는 도심 지하 역에 운행이 가능하다.

객차
기차는 다음 두 가지 유형이 있다. 모두 2량 1편성이며 최소 3편성에서 최장 12편성까지 연결이 가능하다.
- M3
- M7

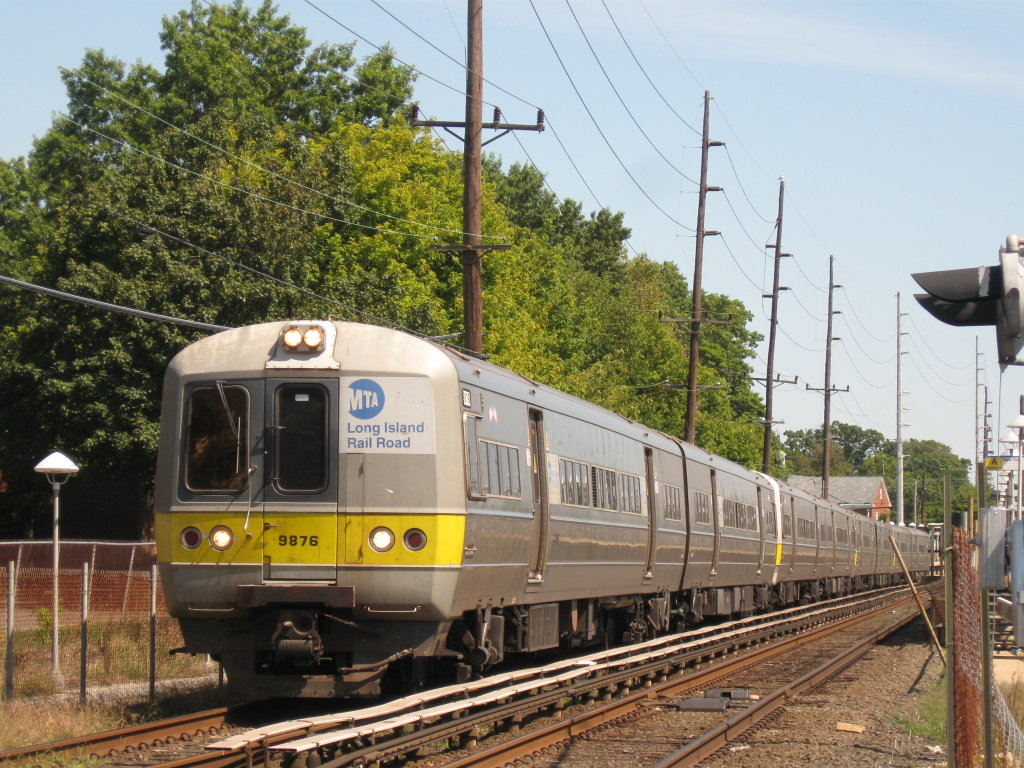
M3
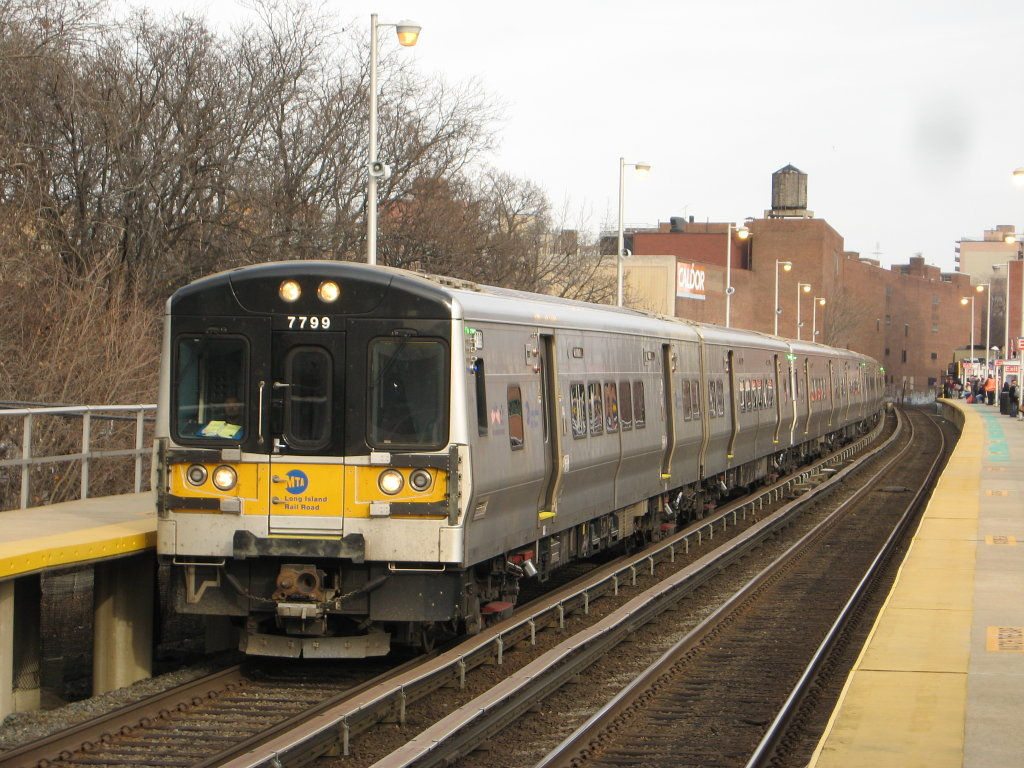
M7

기관차
- EMD DM30AC - 전기 기관차로 운행 가능한 전기-디젤 기관차
- EMD DE30AC

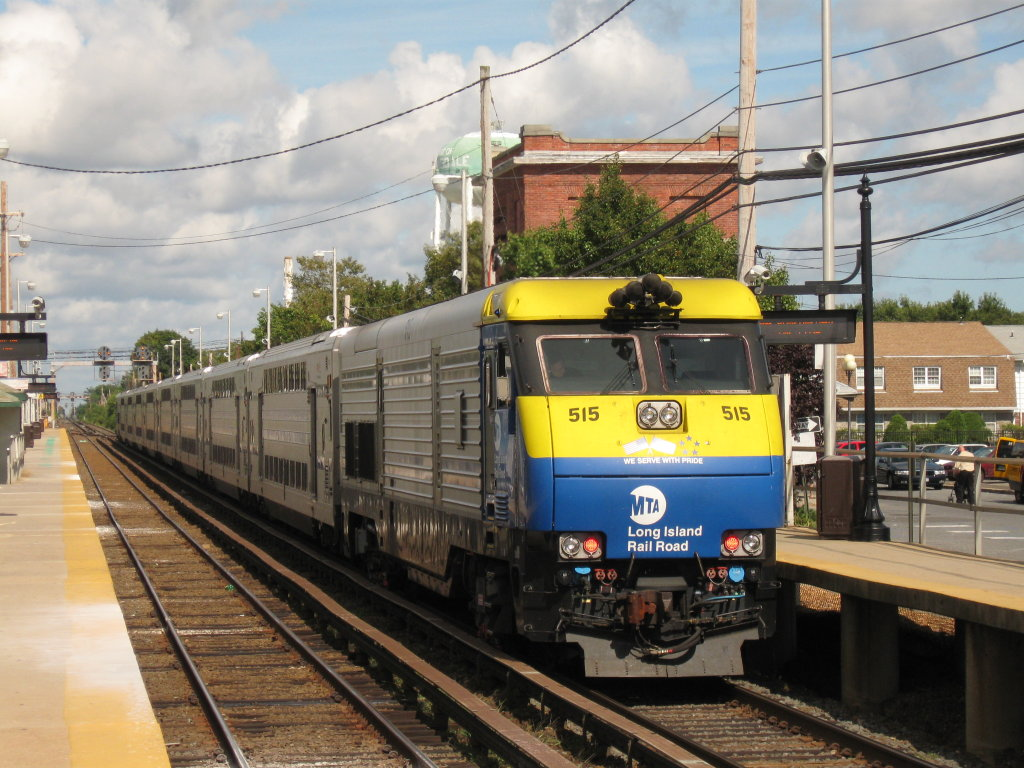
DM30AC

객차
- C3

- C3